# NGC 879
NGC 879 est une galaxie spirale située dans la constellation de la Baleine. NGC 879 a été découverte par l'astronome américain Francis Leavenworth en 1886.

## Caractéristiques
Sa vitesse par rapport au fond diffus cosmologique est de 3 713 ± 18 km/s, ce qui correspond à une distance de Hubble de 54,8 ± 3,8 Mpc (∼179 millions d'al).
La photographie de l'étude SDSS montre assez clairement la présence de deux bras spiraux dans cette galaxie et le professeur Seligman semble être le seul à l'avoir noté. Les autres sources classent cette galaxie comme irrégulière, ce qui ne semble pas être le cas. 